# Cynoglossum trollii
Cynoglossum trollii là loài thực vật có hoa trong họ Mồ hôi. Loài này được Melch. mô tả khoa học đầu tiên năm 1939.